# 木村蓮
木村 蓮（きむら れん、1992年2月4日 - ）は、茨城県出身のバスケットボール選手である。ポジションはガード。つくばロボッツに所属していた。

## 来歴
下妻第二高に進学し、高卒でデイトリックつくばに入団。
2013-14シーズンよりつくばロボッツに所属。2014年11月末で退団したものの、復帰。
2015年1月、退団。